# Полугусеничар
Полугусеничар (енг. Half Track) је моторно возило са точковима напред и гусеницама позади. Гусенице повећавају носивост и покретљивост ван пута, док предњи точкови олакшавају (и поједностављују) управљање возилом.

### Историја
Прве полугусеничаре конструисао је Адолф Кегресе 1910. у Русији. По повратку проналазача у Француску, 20-их година Ситроен је започео серијску производњу ових возила, познатих као Ситроен-Кегресе. 

### Оклопна возила
Током 30-их година полугусеничари Ситроен-Кегресе послужили су као основа бројних оклопних возила у Француској (АМЦ Шнајдер П-16), Немачкој (Сд.Кфз.250) и САД.